# Megachile maculata
Megachile maculata là một loài Hymenoptera trong họ Megachilidae. Loài này được Smith mô tả khoa học năm 1853.